# Coppa Italia Lega Nazionale Pallacanestro 2005
La Coppa Italia Lega Nazionale Pallacanestro 2005 è stata l'ottava edizione della manifestazione. È stata organizzata per squadre di Serie B d'Eccellenza, B2 e C1.
Le finali hanno avuto luogo il 23 e 24 marzo a Casale Monferrato presso il PalaFerraris.

## Serie B d'Eccellenza
La Coppa Italia di Serie B d'Eccellenza ha avuto inizio nel gennaio 2005 con le semifinali disputate il 12 ed il 19 gennaio (gare di andata e ritorno, passa il turno la squadra che realizza più punti nelle due partite). Hanno partecipato alla manifestazione le squadre classificatesi ai primi due posti in ciascuno dei due gironi della Serie B d'Eccellenza 2004-2005, al termine del girone d'andata.
La Junior Casale Monferrato ha eliminato la Benedetto XIV Cento, mentre la SIL Lumezzane ha avuto la meglio del Basket Veroli.
|  | Semifinali               | Semifinali               | Semifinali | Semifinali | Semifinali |  |  | Finale                   | Finale                   | Finale |  |
|  |                          |                          |            |            |            |  |  |                          |                          |        |  |
|  | SIL Lumezzane            | SIL Lumezzane            | 69         | 66         | 135        |  |  |                          |                          |        |  |
|  | Prima Veroli             | Prima Veroli             | 71         | 60         | 131        |  |  | SIL Lumezzane            | SIL Lumezzane            | 67     |  |
|  | Benedetto XIV Cento      | Benedetto XIV Cento      | 74         | 69         | 143        |  |  | Junior Casale Monferrato | Junior Casale Monferrato | 79     |  |
|  | Junior Casale Monferrato | Junior Casale Monferrato | 91         | 84         | 175        |  |  |                          |                          |        |  |

Finale
| Casale Monferrato 24 marzo 2005, ore 20:30 | SIL Lumezzane | 67 – 79 | Junior Casale Monferrato | PalaFerraris |

## Serie B2
Prendono parte alla Coppa Italia le prime classificate in ciascuno dei quattro gironi del campionato, al termine del girone d'andata. Si disputano due semifinali con gare di andata e ritorno nel mese di gennaio 2005; le due squadre vincenti si qualificano alla finale del 23 marzo. Nelle doppie sfide, la Reyer Venezia ha battuto la Fulgor Omegna, mentre il Gragnano Basket ha sconfitto Castelfiorentino.
|  | Semifinali       | Semifinali       | Semifinali    | Semifinali    | Semifinali    |  |  | Finale          | Finale          | Finale |  |
|  |                  |                  |               |               |               |  |  |                 |                 |        |  |
|  | Reyer Venezia    |                  |               |               |               |  |  |                 |                 |        |  |
|  | Fulgor Omegna    | Fulgor Omegna    | Fulgor Omegna | Fulgor Omegna | Fulgor Omegna |  |  | Reyer Venezia   | Reyer Venezia   | 80     |  |
|  | Castelfiorentino | Castelfiorentino | 70            | 77            | 147           |  |  | Gragnano Basket | Gragnano Basket | 97     |  |
|  | Gragnano Basket  | Gragnano Basket  | 72            | 86            | 158           |  |  |                 |                 |        |  |

Finale
| Casale Monferrato 23 marzo 2005, ore 18:30 | Reyer Venezia | 80 – 97 | Original Marines Gragnano | PalaFerraris |

## Serie C1
Partecipano alla Coppa Italia di Serie otto squadre, cioè le prime classificate in ciascuno degli otto gironi del campionato 2004-2005, al termine del girone d'andata. È prevista una fase iniziale di qualificazione con la creazione di due "Concentramenti"; le due squadre vincenti i rispettivi "Concentramenti" accedono alla finale.
Finale
| Casale Monferrato 23 marzo 2005, ore 20:30 | Sosi Trento | 77 – 68 | Navarra Ferentino | PalaFerraris |

## Verdetti
- Vincitrice della Coppa Italia di Serie B d'Eccellenza: Junior Casale Monferrato
- Vincitrice della Coppa Italia di Serie B2: Gragnano basket
- Vincitrice della Coppa Italia di Serie C1: Sosi Trento